# Jaded Heart

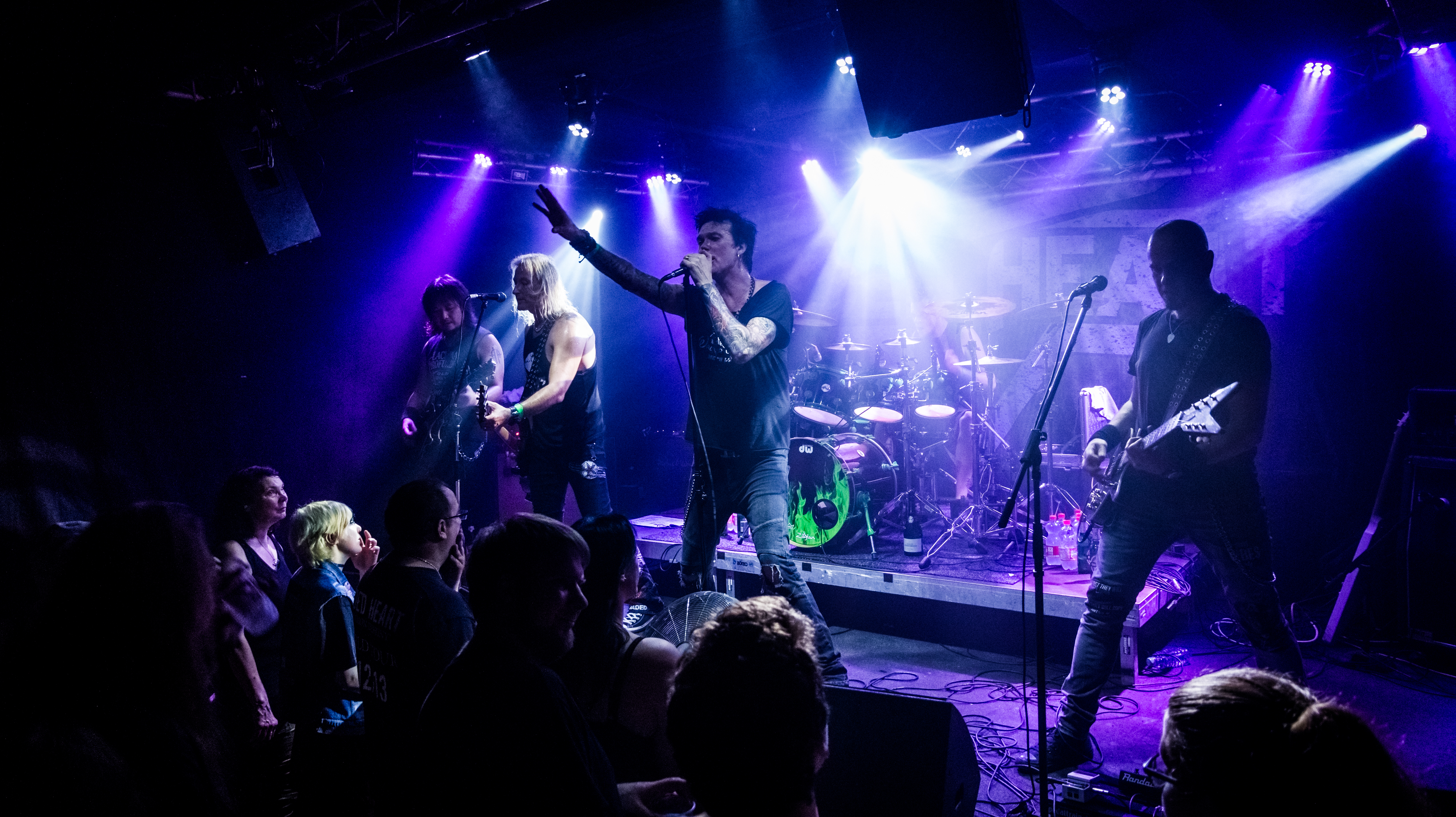

Jaded Heart es una banda alemana de hard rock formada en 1990 por Michael Bormann, su hermano guitarrista Dirk Bormann, el bajista Michael Muller y el exbaterista de Mad Max, Axel Kruse.

## Discografía

### Álbumes
- Inside Out (1994)
- Slaves and Masters (1996)
- Mystery Eyes (1998)
- IV (1999)
- The Journey Will Never End (2002)
- Trust (2004)
- Helluva Time (2005)
- Sinister Mind (2007)
- Perfect Insanity (2009)
- Common Destiny" (2012)
- Fight The System (2014)

### Recopilado
- Diary 1990-2000 (2001)